# 新羽車両基地
新羽車両基地（にっぱしゃりょうきち）とは神奈川県横浜市港北区北新横浜に位置する、横浜市営地下鉄の車両基地である。なお、名称は「新羽」で出入庫線は新羽駅と接続されているが、最寄り駅は北新横浜駅である。

## 概要

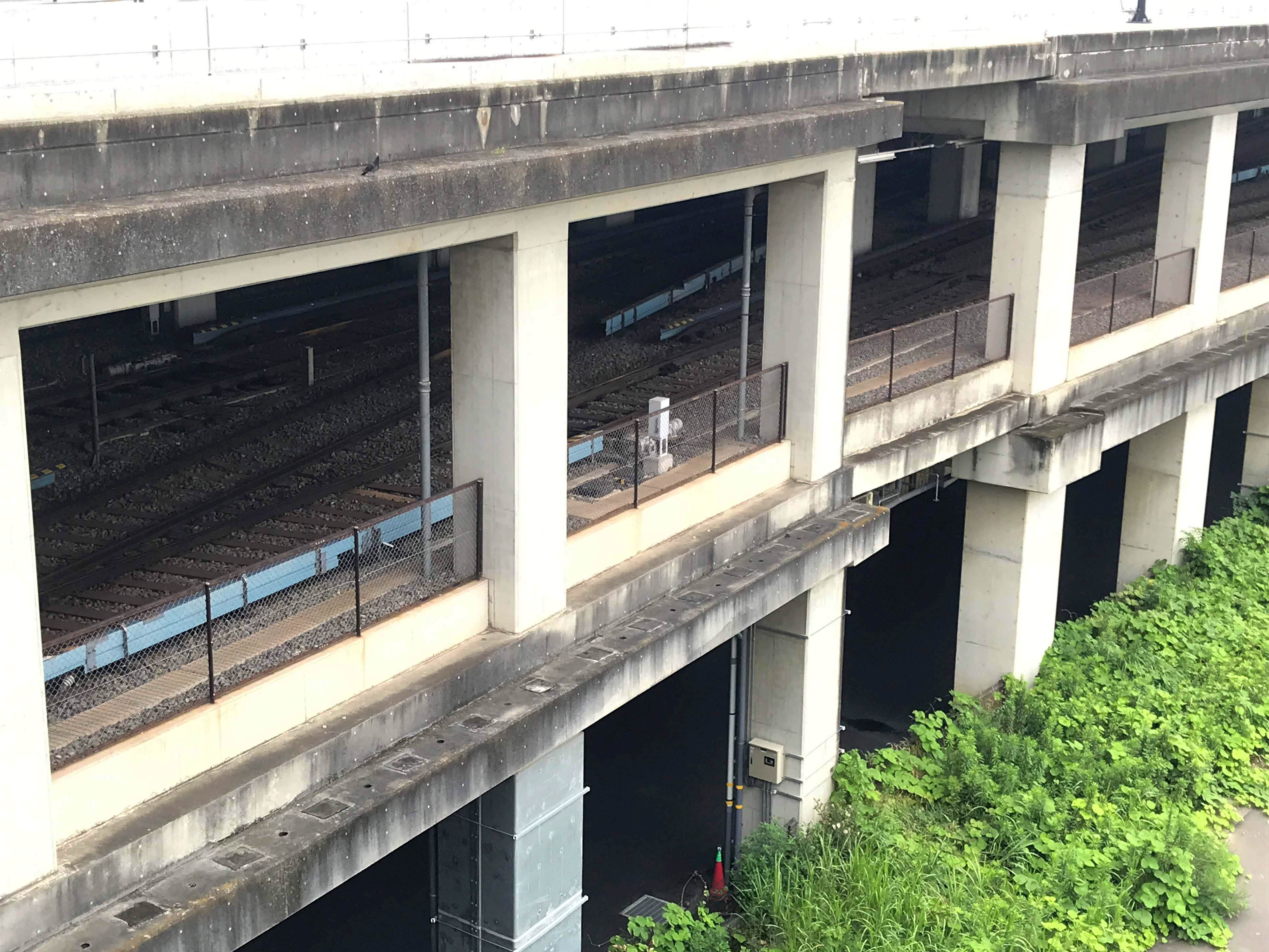
留置線がある2階部分

あざみ野延伸開業時点では建設中で、1996年（平成8年）2月17日に開設した。上永谷車両基地とともに横浜市営地下鉄ブルーラインの車両基地となっている。施設は後述の新羽雨水調整池、滞水池の構造物と一体となる関係で人工地盤内にあり、屋上は事務所・スポーツ施設になっているため、屋外から2階に位置する車両基地を見ることは難しい。
2002年（平成14年）には万代町運輸指令所（横浜市教育文化センター内）の移設先として、総合指令所（運転指令所と電気指令所を統合したもの）が設置された。2008年の横浜市営地下鉄グリーンライン開業時にはグリーンラインの指令システムも設置され、ここでブルーライン・グリーンラインの2路線が一括管理されている。
ブルーラインの本線では50kg/mNレールが使用されているが、車両基地内は通トン数が小さいことから40kg/mNレールが使用されている。
施設は南西側の一角（1/4程度）が未完成（将来増設）となっている。車両基地内は
- 留置線 13本（将来最終計画）
- 引上線 3本
- 検査線 4本
- 車輪転削線 1本
- 試運転線 1本
- 洗浄線 2本 車両洗浄装置 1基
- 材料線 1本（保守機械線）

現状では54両（6両×9本）の収容数だが、将来の最終計画では180両（6両×30本）まで収容できる。
1000形の第1編成1011Fが、登場時の3両編成（1011-1012-1016）で動態保存されている。
車両基地前の空き地では、2004年（平成16年） - 2007年（平成19年）2月に特設の解体場が設けられ、1000形や2000形の廃車解体や、グリーンラインの建設工事で発生した土砂の仮置きが行われていた。

## あおばスポーツパーク

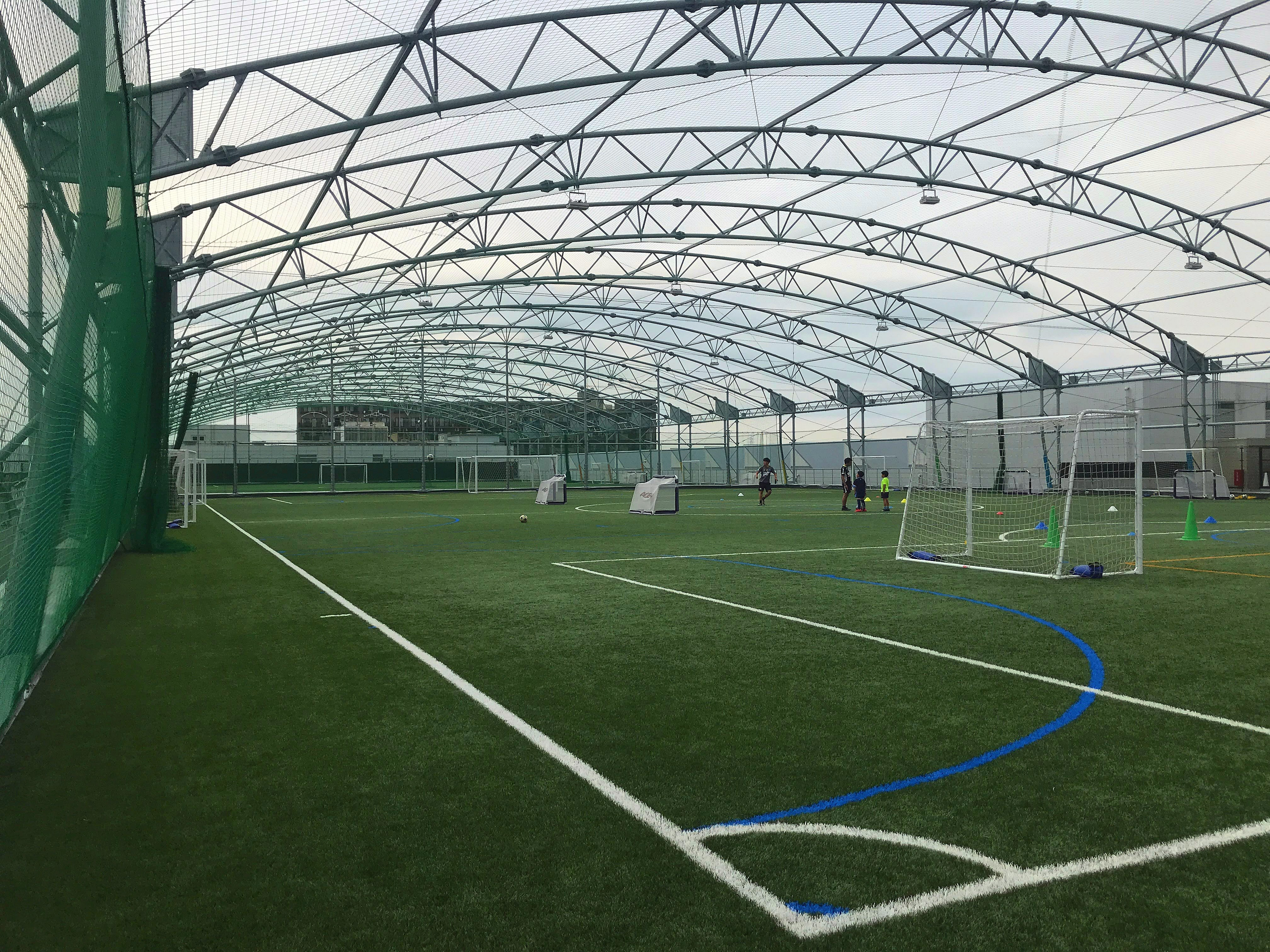
フットサル場「あおばスカイフィールド」

建物の1階には新羽変電所、2階には検車庫・検車作業室・信号機器室・留置線、3階には信号扱所・保守区事務所・総合指令所などが設けられている。
2019年からは使用されていない空間・敷地の一部がビック・ライズに貸し出され、スポーツ施設「あおばスポーツパーク」が営業している。
- 1階
  - あおば新横浜ロジスティクスセンター - ビック・ライズの食品スーパー「食品館あおば」の物流センター。
  - ジャパンアスレチックアカデミー
- 3階屋上 - スポーツ施設「あおばスポーツパーク」
  - フットサル場「あおばスカイフィールド」
  - テニスコート「K-powersテニスアカデミー」
  - バッティングセンター「スウィングスタジアム横浜」
  - カフェレストラン「あおばフードガーデン」
  - 駐車場「タイムズあおばスポーツパーク」（229台）

## 新羽雨水調整池・滞水池
構内の地下には、日本下水道事業団からの委託で横浜市交通局が施工した「新羽雨水調整池・滞水池」がある。施設は鶴見川の浸水対策として計画されたもので、構造物は長さ107 m、幅53 m、最大深さ50 m鉄骨鉄筋コンクリート構造（SRC構造）で、地下6階構造、10階建てビルに相当する。掘削土量は約30万 m3。
新羽雨水調整池は1池で容量8万9,000 m3、雨水滞水池は2池構造で容量2万7,000 m3を貯留できる。

## その他
- 車両基地の外観は、映画『交渉人 真下正義』に登場する「東車両基地」の外観として使用された。
- 2005年（平成17年）以降、「はまりんフェスタ」として何度か一般公開が行われた。